# Lucía González Lavado
Lucía González Lavado (Mérida, 16 de febrero de 1982) es una escritora española publicada desde 2005. Se dedica principalmente al género de literatura fantástica, aunque también escribe novela romántica. Es miembro de la Asociación de Autoras Románticas de España (ADARDE).

## Biografía
Lucía González Lavado nació el 16 de febrero de 1982 en la ciudad extremeña de Mérida,  España.
Publicó su primer título, Hijos del dragón, en el año 2005 y desde entonces  ha editado más de una decena de libros. En octubre de 2009 fue galardonada con el premio Imaginamalaga por su aportación a la literatura fantástica.
Además de trabajar como reseñadora literaria, Lucía colabora como columnista  en la revista Grada,donde tiene su propia columna llamada: La Rosa Negra.

### Novelas

#### Hijos del Dragón (Pentalogía fantástica)
1. 2005, Hijos del dragón I. Revelación, Entrelíneas Editores. ISBN 978-84-9802-120-2.
2. 2006, Hijos del dragón II. Las Armas Sagradas, Entrelíneas Editores. ISBN 978-84-9802-429-6.
3. 2006, Hijos del dragón III. El Secreto del tigre, Entrelíneas Editores. ISBN 978-84-9802-482-1.
4. 2008, Hijos del dragón IV. Los Reinos del Fénix, Entrelíneas Editores. ISBN 978-84-9802-694-8.
5. 2011, Hijos del dragón V. La oculta

Reedición en tres tomos:
1. 1. 2015, Hijos del dragón I. Despertar
  2. 2015, Hijos del dragón II. Revelión
  3. 2015, Hijos del dragón III. Unión

#### Historias de Eilidh (Trilogía fantástica)
1. 2008, Historias de Eilidh I. El misterio del brazalete, Ediciones Nostrum. ISBN 978-84-96405-62-2.
2. 2009, Historias de Eilidh II. Las Puertas Secretas, Ediciones Nostrum. ISBN 978-84-96405-84-4
3. 2013, Historias de Eilidh III. Los cristales de Yzaira

#### Maldición (Trilogía romántica paranormal)
1. 2009, Maldición I. Las Criaturas de la Noche, Nabla Ediciones. ISBN 978-84-92461-26-4
2. 2009, Maldición II. La Amenaza de las Sombras; En las entrañas de Aine, Nabla Ediciones. ISBN 978-84-92461-41-7
3. 2012, Maldición III. En las garras del pasado, Mundos Épicos.ISBN 978-84-92826-43-8

#### Crónicas de sombras (Bilogía fantástica)
1. 2012, Crónicas de sombras I; Los elegidos, Alberto Santos "Imagica ediciones". ISBN 978-84-15238-39-3.
2. 2014 Crónicas de sombras II; Los condenados

#### Duelo de Espadas (Bilogía fantástica)
- 2013, Duelo de Espadas, Ediciones Destino Infantil & Juvenil. Novela Juvenil. ISBN 978-84-08-03813-9
- 2016, Danza de espíritus

#### Rebeldes (Bilogía fantástica)
- 2018, El lamento de las almas
- 2020, El llanto de las penumbras

#### Independientes
- 2008, Lo Que Esconde el Espejo, Editorial Edimáter. Novela Infantil-juvenil. ISBN 978-84-96870-08-6
- 2011, En otro mundo, Editorial Hidra. Novela Infantil. ISBN  978-84-92939-16-9
- 2011, Caídos del cielo, Mundos Épicos. Novela Juvenil. ISBN  978-84-92826-28-5

### Antologías
- 2011, ALIA6. La fenice. CS Libri. ISBN 978-88-955262-5-6
- 2011, Kizuna: Fiction for Japan. Legends. Brent Millis.ISBN 978-14-662231-7-2
- 2012, Ese amor que nos lleva. Cazador de almas. Ediciones Rubeo. ISBN 978-84-939865-3-7
- 2012, El viaje del polizón. Lágrimas de cristal. Sueños de papel. ISBN 978-84-92826-32-2
- 2012, Ilusionaria II. Parque misterioso. Ino Reproducciones. ISBN 978-84-15296-47-8
- 2012, Hedor de locura. Muertos del pasado. Valquiria libros. ISBN 978-84-92826-82-7
- 2012, Veinte Pétalos. Susurro en la oscuridad.CreateSpace Independent Publishing Platform. ISBN 978-1479387281

### Cuentos
- 2010, Sigue a las estrellas. IMEX.
- 2012, Guardián de historias. Ayuntamiento de Badajoz. ISBN 978-84-87762-56-7

### Relatos

#### Independientes
- 2006. Marzo. Las Alucinaciones de la Bruja. La Metáfora.
- 2006. Junio. El Canto de las Sombras. Aurora Bitzine.
- 2006. Junio. Tras el Espejo. El Navegante I.
- 2006. Septiembre. El Guerrero y La Flor de Loto. Aurora Bitzine.
- 2007. Enero. Aullidos a Medianoche. Aurora Bitzine.
- 2007. Mayo ¡Deseo.. ¡, Aurora Bitzine.
- 2007. Agosto ¡Deseo.. ¡ II. Aurora Bitzine.
- 2007. Octubre. Destinee. El Navegante II.
- 2007. Octubre. Dobles. Retazos, revista venezolana.
- 2007. Noviembre ¡Deseo..! III. Aurora Bitzine.
- 2008. Junio. La Mirada del Gato. Revista Interior.
- 2008. Julio. Dioses I: Azrael. Aurora Bitzine.
- 2008. Agosto. Autostop. Revista Interior.
- 2008. Diciembre. La maldición. Revista Interior.
- 2009. Abril. Sunshine. El Navegante III.
- 2009. Mayo. El metro. Revista Interior.
- 2009. Noviembre. Soy un Alma Rota. IMEX.
- 2010. Febrero. Acoso. Revista Grada.
- 2010. Julio. La trampa. Revista Grada.
- 2010. Diciembre. La venganza de un súcubo. Imaginarios.
- 2011. Mayo. Esperanza y fuerza. Grada.
- 2011. Junio. Peligro en la red. El navegante.
- 2011. Septiembre. Sacrificio astral. Ultratumba.
- 2012. Noviembre. Mirada Felina. Grada.

### La Rosa Negra. Columna literaria

#### LLamadas Nocturnas
1. 2010. Marzo. Llamadas Nocturnas I. Revista Grada.
2. 2010. Abril. Llamadas Nocturnas II. Revista Grada.
3. 2010. Mayo. Llamadas Nocturnas III. Revista Grada.
4. 2010. Junio. Llamadas Nocturnas IV. Revista Grada.

#### Golpes
1. 2010. Septiembre. Golpes I. Revista Grada.
2. 2010. Octubre. Golpes II. Revista Grada.
3. 2010. Noviembre. Golpes III. Revista Grada.
4. 2010. Diciembre. Golpes IV. Revista Grada.
5. 2011. Enero. Golpes V. Revista Grada.
6. 2011. Febrero. Golpes VI. Revista Grada.
7. 2011. Marzo. Golpes VII. Revista Grada.
8. 2011. Abril. Golpes VIII. Revista Grada.
9. 2011. Mayo. Golpes IX. Revista Grada.

#### Maldito silencio
1. 2011. Junio. Maldito silencio I. Revista Grada.
2. 2011. Junio. Maldito silencio II. Revista Grada.
3. 2011. Septiembre. Maldito silencio III. Revista Grada.

#### Esperanza y fuerza
1. 2011. Octubre. Esperanza y fuerza I. Revista Grada.
2. 2011. Noviembre. Esperanza y fuerza II. Revista Grada.
3. 2011. Diciembre. Esperanza y fuerza III. Revista Grada.

#### Susurros en la oscuridad
1. 2012. Enero. Susurros en la oscuridad I. Revista Grada.
2. 2012. Febrero. Susurros en la oscuridad II. Revista Grada.
3. 2012. Marzo. Susurros en la oscuridad III. Revista Grada.
4. 2012. Abril. Susurros en la oscuridad IV. Revista Grada.
5. 2012. Mayo. Susurros en la oscuridad V. Revista Grada.
6. 2012. Junio. Susurros en la oscuridad VI. Revista Grada.

#### Leyendas
1. 2012. Julio. Leyendas I. Revista Grada.
2. 2012. Septiembre. Leyendas II. Revista Grada.
3. 2012. Octubre. Leyendas III. Revista Grada.

#### Parque Misterioso
1. 2012. Diciembre. Parque Misterioso I. Revista Grada.
2. 2013. Enero. Parque Misterioso II. Revista Grada.
3. 2013. Febrero. Parque Misterioso III. Revista Grada.

#### Sin Descanso
1. 2013. Marzo. Sin Descanso I. Revista Grada.
2. 2013. Abril. Sin Descanso II. Revista Grada.
3. 2013. Mayo. Sin Descanso III. Revista Grada.
4. 2013. Junio. Sin Descanso IV. Revista Grada.
5. 2013. Julio. Sin Descanso V. Revista Grada.
6. 2013. Septiembre. Sin Descanso VI. Revista Grada.
7. 2013. Octubre. Sin Descanso VII. Revista Grada.
8. 2013. Noviembre. Sin Descanso  VIII. Revista Grada.
9. 2013. Diciembre. Sin Descanso IX. Revista Grada.

#### Locura y Castigo
1. 2014. Enero. Locura y Castigo I. Revista Grada.
2. 2014. Febrero. Locura y Castigo II. Revista Grada.
3. 2014. Marzo. Locura y Castigo III. Revista Grada.
4. 2014. Abril. Locura y Castigo VI. Revista Grada.
5. 2014. Mayo. Locura y Castigo V. Revista Grada.
6. 2014. Junio. Locura y Castigo VI. Revista Grada.
7. 2014. Julio. Locura y Castigo VII. Revista Grada.
8. 2014. Septiembre. Locura y Castigo VIII. Revista Grada.

### Otros
- 2008, Prólogo de la obra Los manuscritos de Neithel. Vol. 1. Sabine Vashanka, la hechicera. ISBN 978-84-936488-5-5.